# Fernando Cebrián Alarcón
Fernando Cebrián Alarcón (també conegut com a Chito) (Quintanar del Rey, 11 de gener de 1976) és un futbolista castellanomanxec. Juga d'interior esquerre i actualment juga en l'Águilas Club de Futbol de la Segona Divisió B d'Espanya.

## Trajectòria
La temporada 1995/1996 dona el salt al primer equip de l'Albacete Balompié en Primera divisió de la mà de Benito Floro. Va ser aquella temporada dels 22 equips en la màxima categoria i el club manxec acabaria perdent la categoria en la promoció. Va debutar en la novena jornada a Vallecas davant el Rayo Vallecano. Va jugar tres partits en total.
La temporada 1996/1997 comença jugant en el CD Manchego, encara que mitjada la temporada retornaria a l'Albacete Balompié en Segona divisió. Participa en sis partits de lliga. La temporada 1997/1998 es marxa cedit al Getafe Club de Futbol, equip que estava enquadrat en el grup I de la Segona divisió B.
Ací comença el seu periple per aquesta categoria, en la temporada 1998/1999 fitxa pel Xerez CD on assoleix tres gols; en la temporada 1999/2000 es marxa a la Cultural Leonesa i en la camapnay següent 2000/2001 fitxa pel Polideportivo Almeria.
La temporada 2001/2002 s'incorpora al Club Esportiu Castelló en Segona divisió B, desestimant ofertes d'equips de superior categoria, i allí romandria durant dues temporades. La temporada 2003/2004 marxa al Burgos CF, però no acabaria la temporada i recalaria al Cartagena. Una greu lesió el mantindria allunyat dels terrenys de joc bastant temps, així i tot el club cartagener hi va confiar i li va fer l'oferta de continuar una temporada en el filial per a anar recuperant la forma. D'aquesta manera Chito va jugar la temporada 2004/2005 en el Cartagena Promesas CF en Tercera Divisió. La seva gran dedicació i esforç li va valer per a tornar al primer equip i convertir-se en un dels pilars de l'equip cartagener que va assolir el campionat del grup IV de Segona divisió B el 2006. El 2008 acaba el seu contracte i es marxa a l'Águilas CF.

### Clubs
| Club                  | Any       |
| --------------------- | --------- |
| Albacete Balompié B   | 1993-1995 |
| CD Manchego           | 1996-1997 |
| Albacete Balompié     | 1995-1997 |
| Getafe CF             | 1997-1998 |
| Xerez CD              | 1998-1999 |
| Cultural Leonesa      | 1999-2000 |
| UD Almeria            | 2000-2001 |
| CE Castelló           | 2001-2003 |
| Burgos CF             | 2003      |
| FC Cartagena          | 2003-2004 |
| Cartagena Promesas CF | 2004-2005 |
| FC Cartagena          | 2005-2008 |
| Águilas CF            | 2008-     |